# GBI (ミサイル)

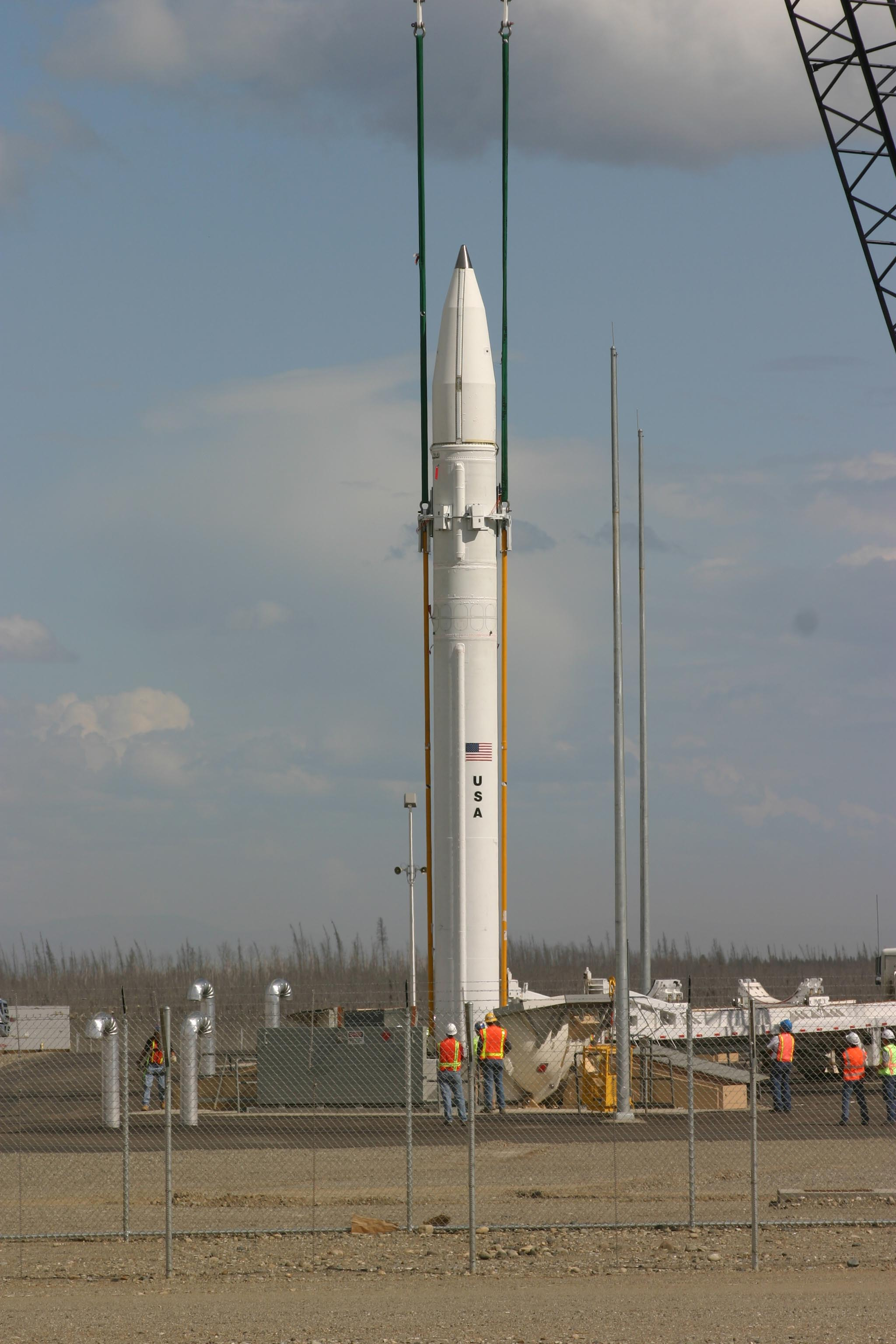
2004年7月、アラスカ州フォート・グリーリー基地にてサイロに装填中のGBI

GBI（英語: Ground Based Interceptor）は、アメリカ合衆国のミサイル防衛に用いられる弾道弾迎撃ミサイルである。
迎撃対象として想定される大陸間弾道ミサイル (ICBM) の飛翔経路は、加速しつつ上昇するブースト段階、慣性で大気圏外を飛行するミッドコース段階、大気圏に再突入して目標に向けて落下するターミナル段階より成り、アメリカのミサイル防衛計画においては、それぞれの段階に対応する迎撃手段がミサイル防衛局の統括の下に開発されている。ミッドコース段階の迎撃システムはさらに地上配備のGMD (Ground-based Midcourse Defense) と海上配備のSMD (Sea-based Midcourse Defense) に大別され、前者に用いられる迎撃ミサイルが本項のGBIである。

## 概要
少数の大陸間弾道ミサイル (ICBM) によるアメリカ合衆国本土への攻撃を想定してその迎撃能力の保有を目指す本土ミサイル防衛計画 (NMD) の一環として構想され、クリントン政権下の1996年より開発が始められた。続くブッシュ政権によって本土／戦域の区別を一本化されたミサイル防衛 (MD) へ引き継がれる。
ICBMのミッドコース段階はその飛翔経路の大部分を占めるため、迎撃側の対応時間が比較的長く得られるが、迎撃用のミサイルには長射程かつ大気圏外での迎撃能力が要求される。また、迎撃対象の探知と迎撃ミサイルの誘導管制についてもカバーすべき領域が広大なため、複数の長距離レーダーと宇宙配備センサーをネットワークで結び連携させる必要がある。
実際の迎撃手順は、早期警戒衛星（DSP衛星またはその後継となるSBIRS-High衛星）で敵対国からのICBM発射を探知した後、大遠距離の探知が可能な海上配備Xバンドレーダー（SBX）や機能向上型早期警戒レーダー (UEWR) で標的ICBMのコースを追尾し、得られた弾道情報を総合して戦闘管理および指揮・統制・通信センター (BM/C3) が迎撃を判断し、GBIを発射。宇宙追尾・監視システム (STSS) と称される低軌道の赤外線センサー衛星やXバンドレーダーからの情報を元に、GBIへ最新の目標指示データを渡しつつ迎撃コースに乗せる。
大気圏外に運ばれた重量70kgの迎撃体EKVはブースターから切り離され、冷却された赤外望遠イメージセンサーで標的であるICBMの再突入体を捉えて実弾頭と囮の識別を行い、4つのスラスターで自身の軌道を修正しつつ直撃する。迎撃体は炸薬を積まない運動エネルギー兵器であり、秒速7km以上の高速で衝突する際に生じる衝撃と熱で大量破壊兵器と目されるICBMの弾頭を無力化する。

## 開発
飛行テストは1997年に開始され、1999年10月2日に初の迎撃試験に成功した。当初はEKVの開発が先行し、2002年までのテストは退役したICBM （ミニットマンII）を代替のブースターとして流用することで行われた。その後は各種レーダーとの連携や、専用ブースターとの統合テストなどを漸進的に行い、2008年末の時点で14回中8回の迎撃テストに成功している。
開発製造の主契約企業はボーイングであり、迎撃体EKVおよび地上配備レーダーGBRをレイセオン、戦闘管理および指揮・統制・通信センター (BM/C3) をノースロップ・グラマンがそれぞれ担当している。ブースターは当初担当していたロッキード・マーティンの開発に遅れが生じたため、オービタル・サイエンシズに変更された。
2017年5月30日、北朝鮮のミサイル開発の進展を受けて迎撃実験を行い、ICBMを想定した標的に対する迎撃に初めて成功した。標的のミサイルはマーシャル諸島の実験場から発射され、カリフォルニア州の基地から発射されたGBIで迎撃した。

## 配備
ミサイル防衛に使われる他の迎撃ミサイルが車載あるいは艦載の可搬プラットフォームで運用されるのに対し、大型の迎撃ミサイルであるGBIは地下のミサイルサイロに固定配備される。アラスカ州のフォート・グリーリーおよびカリフォルニア州のヴァンデンバーグ空軍基地に配備が開始されており、オバマ政権においては合計30基を配備する方針が示されている。
ジョージ・W・ブッシュ政権による東欧ミサイル防衛構想において、ブーストステージを2段に減らしたGBIの派生型をポーランドへ配備することが検討されていたが、それに反発するロシアの間で外交上の課題になっていた（新冷戦）。その後、オバマ政権はイランのICBMの脅威は低いと判断し、スタンダードミサイル SM-3を用いたイージス・アショアの配備へ計画を変更した。

## 諸元・性能
- 全長： 16.8 m
- 直径： 1.27 m
- 推進装置： 3段式固体ロケット
- 発射重量： 12,700 kg
- 速度： 未詳
- 迎撃高度： 未詳 (2000km?)
- 迎撃半径： 未詳
- 弾頭： 大気圏外迎撃体 EKV (Exoatmospheric Kill Vehicle) - 液体推進薬スラスター